# Милбёрн, Оливер
О́ливер Милбёрн (англ. Oliver Milburn, род. 25 февраля 1973, Дорсет) — английский актёр. Также известен под именем Оз Милбёрн (англ. Oz Milburn).

## Ранняя жизнь и образование
Оливер Милбёрн окончил школу «Дрэгон» в Оксфорде и Итонский колледж.

## Карьера
Милбёрн играл Мэттью Баннермана в телесериале «Семьи» и Лиама в «Зелёном крыле». Его имя также появилось в титрах таких фильмов и телесериалов, как «С тобой и без тебя», «Чисто английское убийство», «Тэсс из рода д’Эрбервиллей» (Энджел), «Дэвид Копперфилд» (Джеймс Стирфорт), «Байрон», «Коренной житель», «Сага о Форсайтах» (Майкл Монт) и «Тела». В 2009 году Милбёрн присоединился к актёрскому составу телесериала «Любовницы». В 2011 году он сыграл роль Эдгара Линтона в «Грозовом перевале», экранизации романа Эмили Бронте. В 2013 году он отдал свой голос двум персонажам (Бартоломью Робертс и Джон) в виде-игре Assassin’s Creed IV Black Flag. Также он сыграл Теда Прайса, главу безопасности королевской семьи, в телесериале «Члены королевской семьи».

## Личная жизнь
Милбёрн женат на новостном репортёре канала Channel 4 достопочтенной Кэти Рэйзал, дочери пэра Либерально-демократической паритии Тима Рэйзала, барона Рэйзал. У них есть дочь Матильда.